# Louis Duthoit
Louis Duthoit (* 15. April 1807 Amiens; † 30. Dezember 1874 ebendort) war ein französischer Bildhauer, Zeichner und Dekorateur.

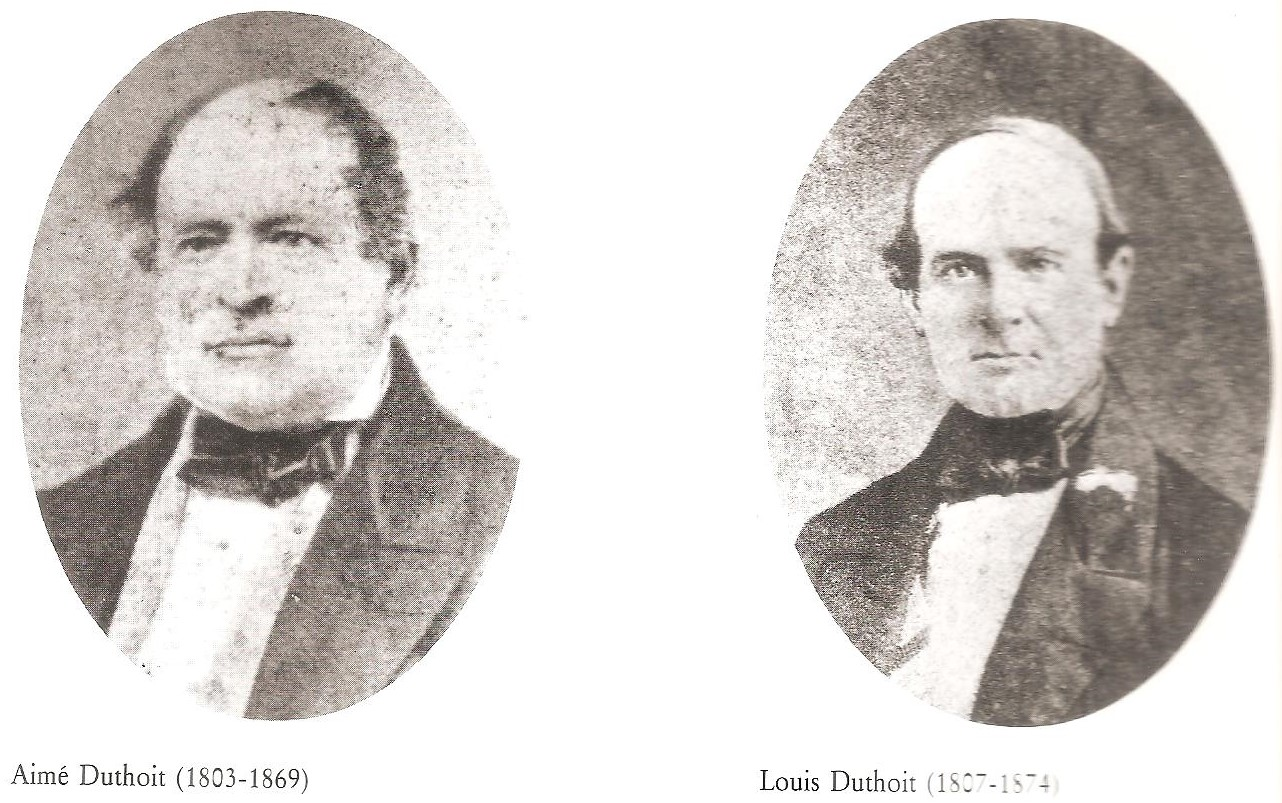
Aimé und Louis Duthoit

Er arbeitete eng mit seinem Bruder Aimé zusammen und sie werden deshalb oft als „Brüder Duthoit“ erwähnt.

## Herkunft
Die Familie Duthoit ist eine alte flämische Bürgerfamilie, die auf den Bildhauer Honoré Duthoit (1685–1732) zurückgeht, der in Lille (Nordfrankreich) Bürger war.
Im 19. Jahrhundert ließ sich die Familie Duthoit in der Picardie in der Stadt Amiens (Somme) nieder.

## Künstler- und Architektendynastie
Aimé und Louis Duthoit entstammen einer Dynastie bestehend aus einem Dutzend Bildhauern, von denen einige für die königlichen Galeeren in Toulon arbeiteten. Louis-Joseph Duthoit schnitzte den Bug eines Schiffes aus Saint-Valery-sur-Somme, die Franc-Picard. Charles François Duthoit (1738–1815), der Großvater von Aimé und Louis aus Lille, war Bildhauer, ebenso wie ihr Vater Louis-Joseph Duthoit (1766–1824), der sich 1796 in Amiens niedergelassen hatte.
Aimés Sohn Edmond Duthoit, ein bekannter und origineller Architekt, hatte zwei Söhne: Adrien Duthoit (1867–1917), Maler, und Louis Duthoit (1868–1931), Architekt der École des Beaux-Arts und des Musikkonservatoriums von Amiens. Seine beiden Söhne Robert und André Duthoit waren ebenfalls Architekten.
Der Dekorationsarchitekt Pierre Ansart und sein Sohn Gérard Ansart sind Enkel bzw. Urenkel von Aimé Duthoit.
Die Brüder Duthoit sind in Amiens auf dem Friedhof La Madeleine begraben.

## Ausbildung in Amiens
Aimé und Louis Duthoit wurden von ihrem Vater in den Beruf des Ornamentbildhauers ausgebildet.
Die Brüder besuchten auch die Kurse von Chantriaux an der Zeichenschule von Amiens. Aimé Duthoit erhält 1822 den ersten Preis der städtischen Zeichenschule und 1824 eine lobende Erwähnung für eine Zeichnung des Innenraums der Kathedrale. Im selben Jahr erhält Louis ex aequo den zweiten Preis der Zeichenschule. Nach dem Tod des Vaters schlossen sich die beiden Brüder zusammen und übernahmen 1824 den väterlichen Betrieb.
Ab 1832 nehmen die Brüder Duthoit an den Restaurierungsarbeiten der Kathedrale von Amiens unter der Leitung des Architekten François-Auguste Cheussey teil.
Im Jahr 1834 kauften die beiden Brüder ein Grundstück in Amiens und bauten ein Haus mit Werkstatt (heute Rue Émile Zola).

## Restauratoren und Gestalter
Die Brüder Duthoit lebten ihr ganzes Leben in großer Bescheidenheit und leidenschaftlicher Verbundenheit mit der Picardie, ohne nach Ruhm und Ehre zu streben.
Sie arbeiteten über vierzig Jahre lang mit vier oder fünf Gesellen in ihrem Atelier in Amiens und auf verschiedenen Baustellen im Departement Somme. Sie schufen fast 1.200 Statuen oder Reliefs (mit Hilfe von Handwerkern) und 12.000 Zeichnungen. Aimé spezialisierte sich auf ornamentale und dekorative Skulpturen. Louis zeigte ein kreativeres Talent als Bildhauer. Ihre Zusammenarbeit ergänzte sich, und es ist heute schwierig, den Anteil des einen oder des anderen zu bestimmen.
Ab 1850 arbeiteten sie für den Architekten Eugène Viollet-le-Duc, der sie als „die letzten Maler des Mittelalters“ bezeichnete.}
Sie arbeiteten fast fünfzig Jahre lang an der Restaurierung der Skulpturen der Kathedrale Notre-Dame in Amiens (Königsgalerie, Hauptportal, Kapellen …). Weoters trugen sie zur Restaurierung der Kirchen Saint-Leu und Saint Germain l’Écossais in Amiens, der Stiftskirche Saint-Vulfran in Abbeville, der Heilig-Geist-Kapelle in Rue, der Abteikirche Saint-Riquier, der Kirchen von Péronne, Gamaches, Montdidier usw. bei.
Als Ornamentbildhauer gehören sie zu den Vertretern der französischen Neugotik. Ihnen verdanken wir u. a. den Hochaltar der Kirche Saint-Jean-Baptiste in Long, die Ausstattung des Schlosses von Regnière-Écluse sowie verschiedene weltliche und kirchliche Werke im Departement Somme, z. B.: ein Hochrelief: Verherrlichung der Jungfrau Maria der Brüder Duthoit aus bemaltem Holz, ein Flachrelief Apotheose der heiligen Colette und eine Statue der heiligen Colette von Louis Duthoit in der Abteikirche Saint-Pierre in Corbie.
Die Brüder schufen Tausende von Zeichnungen und Aquarellen über die Stadt Amiens und ihre Umgebung.
Dank zweier Schenkungen aus den Jahren 1912 und 1982 besitzt das Musée de Picardie ein Archiv von Aimé und Louis Duthoit. Dieser Bestand wird regelmäßig durch gezielte Ankäufe erweitert. Es handelt sich um eine in Frankreich einzigartige Sammlung, die von der künstlerischen Praxis des 19. Jahrhunderts und einem Teil der Geschichte von Amiens und der Picardie zeugt.

## Publikationen
- Aimé Duthoit, Louis Duthoit: Le Vieil Amiens. Théodore Jeunet, Amiens 1874.
- Aimé Duthoit, Louis Duthoit: En Picardie et alentours. C.R.D.P., Amiens 1979.
- Aimé Duthoit, Louis Duthoit: En voyage avec… Einführung von Gérard Ansart. C.R.D.P., Amiens 1979 (Ausgabe des Manuskripts Quelques cantons de Picardie).
- Aimé Duthoit, Louis Duthoit: De l'Impressionnisme à la miniature. C.R.D.P., Amiens 1980 (französisch).

## Notizen
1. ↑  Der Umzug nach Amiens erfolgte wahrscheinlich aus beruflichen Gründen.